# Issoumaïla Lingané
Issoumaïla Lingané (* 15. März 1991 in Bouaflé) ist ein ivorisch-burkinischer ehemaliger Fußballspieler.

## Karriere

### Verein
Lingané durchlief die Nachwuchsabteilungen der Vereine Planète Champion und ASEC Mimosas. 2007 wurde er dann bei ASEC in den Profikader aufgenommen und war bis ins Jahr 2010 Teil davon. Während dieser Zeit wurde er zwischenzeitlich an die Vereine RC Kadiogo Ouagadougou und Sabé Sports de Bouna ausgeliehen.
In den Jahren 2011 bis 2013 spielte er für den ivorischen Klub Société Omnisports de l’Armée und wechselte dann zum israelischen Verein Hapoel Ramat Gan. Für diesen Klub spielte er zwei Spielzeiten lang und wechselte dann innerhalb der Liga zu Hapoel Tel Aviv. Nach einer Ausleihperiode an Maccabi Netanja zog er im Sommer 2016 zu Hapoel Aschkelon weiter.
In der Sommertransferperiode 2017 wurde Lingané vom türkischen Zweitligisten Adana Demirspor verpflichtet. Nach seinem Engagement 2018/2019 beim FC Aschdod fand er keinen Verein mehr.

### Nationalmannschaft
Lingané begann seine Nationalmannschaftskarriere 2007 mit einem Einsatz für die Burkinische U-17-Nationalmannschaft und spielte für diese insgesamt zwölf Mal.